# Ramon Alin Șomlea
Ramon Șomlea (n. 20 februarie 1994, Câmpia Turzii, România) este un handbalist român care joacă pentru clubul Dinamo București și echipa națională a României.
A început handbalul la Câmpia Turzii ,fiind descoperit de către Prof. Dragotă Ilie, fiind elev la scoala Gimnaziala Nr.1 Mihai Viteazul din Câmpia Turzii, echipa din care a făcut și el parte, participând la competițiile școlare, până când a plecat la echipa de Juniori U Transilvania Cluj.A făcut junioratul la echipa U Transilvania Cluj, unde a jucat pâna la 19 ani. Și-a făcut debutul atât în Liga Națională cât și Cupa EHF la vârsta de 19 ani. De asemenea, a participat la Campionatul mondial din Brazilia, făcând parte din echipa de tineret a României (U21), obținând locul 8.

## Palmares

### Competiții europene
Cupa Challenge:
- Câștigător: 2019

 Cupa EHF:
- Locul 4: 2015

 Participări în competiții europene: 2013-2023

### Competiții naționale
Liga Națională:
- Câștigător: 2013, 2014
- Medalie de argint: 2015, 2016, 2017

Cupa României:
- Câștigător: 2013, 2014, 2016
- Medalie de argint: 2022

Supercupa României:
- Câștigător: 2013, 2014
- Finalist: 2016